# Jacob e Joshua: Nemesis Rising
Jacob and Joshua: Nemesis Rising é um reality show desenvolvido e transmitido pelo canal LGBT estadunidense Logo. Estreado no dia 16 de Outubro de 2006, o programa conta com os dois irmãos gêmeos Jacob e Joshua Miller, que vão em busca do sucesso com sua música.
A série está disponível para download no iTunes Store, juntamente com um videoclipe da retrospectiva intitulada The Music of Jacob and Joshua: Nemesis Rising, ou, "A Música de Jacob e Joshua: Nemesis Rinsing".

## Episódios

### 1° Episódio: Conheça os Gêmeos
Esse episódio de estreia, Jacob e Joshua, Nemesis Rising, são apresentados. Jacob é loiro, enquanto seu irmão, Joshua é moreno. Eles foram contratados pela gravadora Curb Records durante vários anos, mas, não alcançaram sucesso com seus demos. Eles vivem juntos em Los Angeles, junto com o namorado de Jacob, Nick. Joshua é solteiro e é bastante caseiro, por isso, tenta encontrar alguém através da internet, e nas discoteca gays de West Hollywood, The Abbey e iCandy.
Nemesis tem uma reunião da manhã seguinte com seu empresário, Garry Kief. Esse, por sua vez, diz ao meninos que a Curb está decidida em gravar e produzir o primeiro álbum da dupla e, para isso, a gravadora mencionou usar o fato deles serem homossexuais para utilizar no markting. Jacob concorda em compartilhar isso com todos, inclusive, seus pais que fazem parte da comunidade Testemunhas de Jeová. Já, Joshua é mais relutante. Depois de discussões, os dois concluem que isso pode afetar negativamente na vida pessoal e profissional dos dois. Então, eles decidem ir para a casa em Montana, embora, Joshua diz que não está pronto para dizer aos seus pais que é homossexual.

### 2° Episódio: Saindo do Armário em Montana
Joshua continua enfatizando que não pode contar aos pais, enquanto Jacob convida Nick para ir a Montana com eles. Eles planejam que Nick chegue ao final da visita e, Joshua, acredita que levar Nick é uma má ideia. Os gêmeos voam para Montana e sua mãe, Sherry, os aguarda no aeroporto. De volta à casa, eles se encontram com sua irmã Sarah Jordan e seu pai, Rex, chega também.
Os gêmeos, deixaram a religião dos pais, Testemunha de Jeová, devido a sua homossexualidade, considerada um pecado pela instituição. Joshua destaca que ele tem um segredo que está carregando com sigo. E, durante um jantar em família na baranda, Jacob conta aos seus pais. Jordânia e Sarah já sabiam. Sherry e Rex recebem duramente essa notícia. Eles são confrontado com as falas dos meninos que dizem que ainda os amam. Em entrevista 'solo', Sherry diz que a Bíblia e Deus odeiam a homossexualidade e, que os homossexuais não "herdarão o reino". Rex, por sua vez, fala que a homossexualidade "não é nada que eu desejo ver" e, que ele não aceita. Mas, revela que ainda amam muito os filhos e, que não vai julgá-los e sim abraçá-los.
Joshua diz à Jacob que a reação dos pais não o surpreendeu e que as coisas correram como ele esperava. Jacob manifesta alívio que pela primeira vez, ele pode definir sua "sexualidade". Posteriormente, é exibido uma entrevista de Nick, que está chegando.

### 3° Episódio: Relacionamentos em Montana
Joshua, Jacob e sua família continuam sem chegar ao acordo sobre o anúncio da homossexualidade dos gêmeos. Esses últimos e Rex saem para pesca com mosca e conversar sobre o casamento de seu pai com Sherry. Jacob diz a Rex que ele sempre olhou para seus pais como modelo de relacionamento.
De última hora, Jacob decide ir contra a visita de Nick. Para compensar, Jacob (que diz não ser bom fazer gestos românticos) faz planos para comemorar o aniversário de seis anos de namoro. Ele leva Nick para praticar paraquedismo e depois os dois tem um jantar romântico em Laguna Beach. Onde ele dá um anel à Nick, onde ele faz uma 'promessa' de casamento. Ele diz à Nick, que está preocupado caso a carreira dele e a de seu irmão decolem nos próximos meses, Nick sinta que Jacob está "fugindo" dele. Então, Nick o tranquiliza e, em entrevista 'solo', ele diz que acredita que o relacionamento dos dois deve durar. Enquanto isso, Joshua está trabalhando no estúdio de gravação.

### 4° Episódio: Nashville
Após uma reunião com Garry (onde comentam sobre Lance Bass e, sua possível impacto na carreira após ter revelado sua sexualidade) os gêmeos voam para Nashville, em Tennessee, para se encontrar com Mike Curb, fundador da gravadora e, se prepara para uma apresentação. Nick, vai com eles e, visita sua família que vive em Nashville. Em entrevista, Jacob diz que se sentiu bem-vindo pelos familiares de Nick e, que ele deseja que Nick se sinta da mesma forma com sua família.
Nemesis reúne-se e gravan a canção feita e sua apresentação, "Hot Child In The City". Satisfeitos, Joshua recebe seu ex-namorado Daniel, a quem se refere como seu "primeiro amor". Enquanto se preparam para se apresentar, Jocob demonstra nervosismo, com medo de quem ninguém aparece, e Joshua luta contra o medo do palco. No final das contas, o show é realizado e a dupla bem recebida.

### 5° Episódio: Blitz da Mídia
Em um almoço com Garry, os gêmeos concordam em ser capa da uma revista gay, The Advocate. Joshua, novamente, vê-se receioso pela questão de sua sexualidade, mas, Jacob está entusiasmado com a possibilidade de ser capa de uma revista. Nick tenta animá-los, mas Joshua procura uma amiga Meredith. Ela incentiva-o e abraça a ideia, dizendo que ele deve ter orgulho de ser o pioneiro.
No escritório de Garry, ele anuncia aos gêmeos que Mike Curb aprovou a canção "Number One in Heaven", como o primeiro single do álbum e, comprometeu a gravar um videoclipe na semana seguinte. O vídeo foi dirigido por uma equipe e Laura, conhecida como "Honey", que dirigiu vídeos para Stevie Nicks, Rage Against the Machine, Dave Navarro e entre outros. Os gêmeos encontram Honey para disutir o conceito. Joshua tem algumas observações, enquanto Jacob aprova tudo. Eles contratam um personal trainer para entrar em forma para o videoclipe.
Então, eles viajam para Palm Springs, para fotografar a capa do álbum. Jacob fica nervoso, pois, acha que não é fotogênico e que suas fotos ficam ruins. Mas, uma vez que as fotos foram tiradas, Jacob aprova. De volta à Los Angeles os gêmeos se reuniam com o publicitário Howard Bragman, que diz que a capa para a "The Advocance" foi cortada, mas, que haverá uma próxima oportunidade. Joshua se alivia, enquanto Jacob fica irritado. É o dia da filmagem do videoclipe. Depois deum almoço Joshua chega no Hollywood Roosevelt Hotel, local das filmagens.